# Stanisław Wisz
Stanisław Wisz (ur. 6 kwietnia 1931 w Rzeszowie, zm. 14 maja 1995 tamże) – polski bokser, trener.

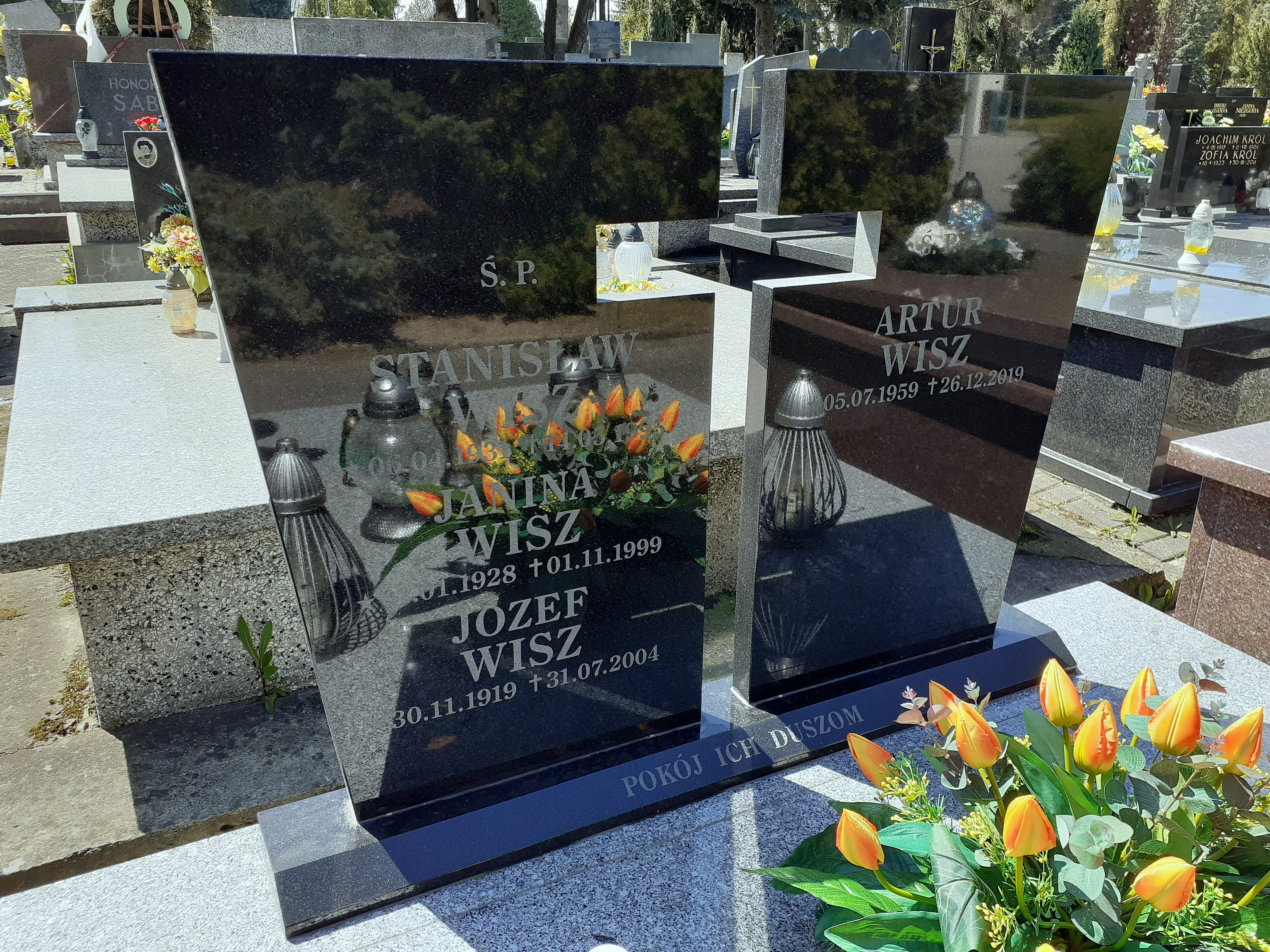
Grobowiec rodzinny Stanisława Wisza

## Życiorys
Urodził się 6 kwietnia 1931. Jako pięściarz wielokrotnie zdobywał mistrzostwo okręgu rzeszowskiego, trzykrotnie mistrzostwo Zrzeszenia Sportowego „Gwardia” (w tym w 1951 w wadze lekko-średniej, w 1953). W 1951, jako podopieczny trenera Aleksandra Wróblewskiego, został powołany do kadry Polski na obóz przygotowawczy przed młodzieżowymi mistrzostwami świata w Berlinie. W połowie lipca 1952 zwyciężył w wadze półciężkiej na Spartakiadzie Zrzeszenia Sportowego „Gwardia” w Przemyślu. Był powołany przez trenera Feliksa Stamma do szerokiej kadry na Letnie Igrzyska Olimpijskie 1952. Brał udział w wielu meczach międzynarodowych, m.in. Warszawa - Praga, Rzeszów - Lwów. Od 1954 reprezentował Stal Rzeszów. W swoich latach był uznawany za najlepszego pięściarza rzeszowskiego, w okresie 1950-1963 jedenaście razy zdobył mistrzostwo województwa rzeszowskiego. Według różnych źródeł zdobył srebrny medal indywidualnych mistrzostw Polski w wadze średniej. W 1963 zakończył karierę zawodniczą. Łącznie stoczył 375 walk, z czego 47 przegrał, a 7 zremisował.
Później pracował jako trener. Z zespołami Bieszczady Rzeszów i Stal Rzeszów uzyskał awans do II ligi. Trenował m.in. Stanisława Dragana oraz Lucjana Trelę.
Za wieloletnią pracę na rzecz rozwoju boksu został odznaczony Złotym Medalem Polskiego Związku Bokserskiego.
Zmarł 14 maja 1995. Został pochowany na cmentarzu Wilkowyja w Rzeszowie 17 maja 1995.
Jego syn Grzegorz został trenerem piłki siatkowej, pracował w klubach ZKS Zelmer Rzeszów oraz w AKS Resovii Rzeszów, zaś drugi syn Artur trenował piłkę nożną w sekcji Stali Rzeszów.